# Taras zalewowy Wisły w Warszawie

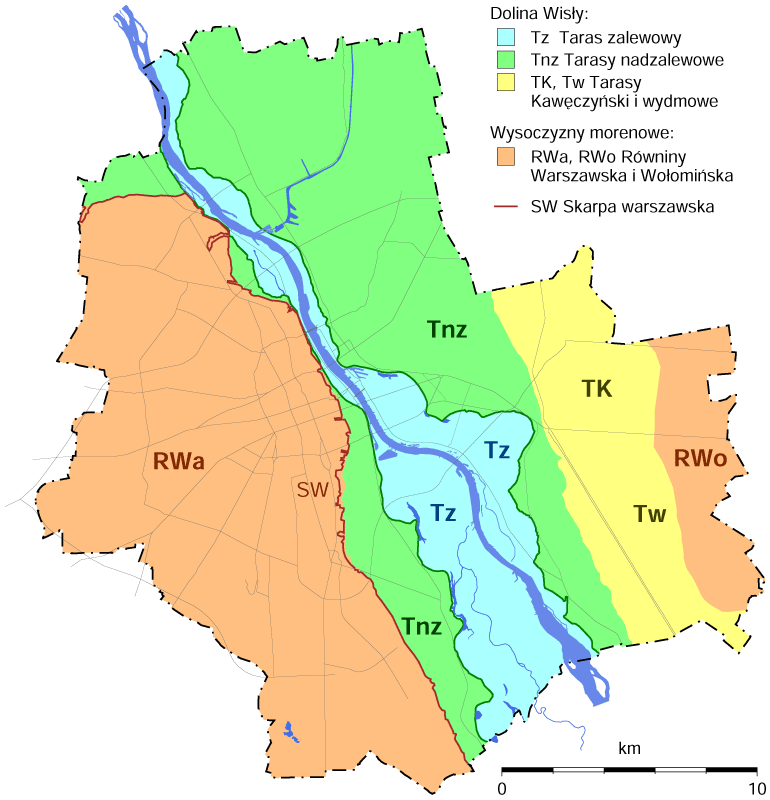
Główne jednostki geomorfologiczne w Warszawie. Skróty: RWa - Równina Warszawska, RWo - Równina Wołomińska, SW - skarpa warszawska, Dolina Wisły - tarasy: Tz - zalewowy, Tnz - nadzalewowe, TK - Kawęczyński, Tw - wydmowe.

Taras zalewowy Wisły w Warszawie – dolina zalewowa Wisły, tworząca płaskie stopnie nachylone zgodnie ze spadkiem rzeki. Został uformowany na początku holocenu, około 10 tys. lat temu, a następnie był kształtowany przez rzekę i jej wody powodziowe aż do wybudowania wałów przeciwpowodziowych. Największą szerokość osiąga na południu miasta.
Na jego obszarze wyróżnia się dwie strefy – korytową (czyli koryto Wisły) i łęgową (łąkową).
Powyżej tarasu zalewowego (I) znajdują się listwy tarasu nadzalewowego niższego (Praskiego, IIa), czyli jednego z późnoplejstoceńskich tarasów zalewowych Wisły. Tworzy on też skarpę rozdzielającą te tarasy. Na północy miasta na lewym brzegu Wisły bezpośrednio nad tarasem zalewowym wznosi się lokalnie znacznie wyższa skarpa warszawska, będąca krawędzią erozyjną morenowej Równiny Warszawskiej.
Na tarasie zalewowym występują liczne łachy wiślane (łuki zakolowe starorzeczy), najliczniej w obniżeniach pod skarpą tarasu nadzalewowego Praskiego (IIa). Największe z nich to Jeziorka Czerniakowskie, Wilanowskie i Kamionkowskie, wśród zalądowanych Zakole Wawerskie.

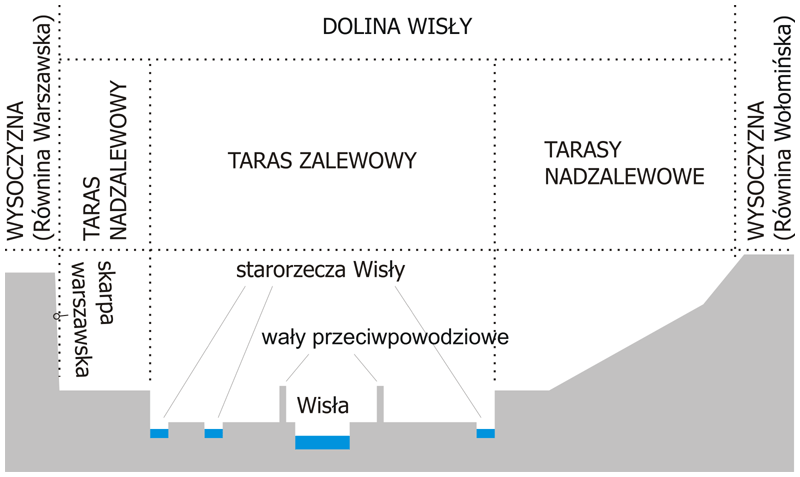
Dolina Wisły w Warszawie - schematyczny przekrój poprzeczny.

## Ogólna charakterystyka
Taras zalewowy (TZ) znajduje się w centralnej części Doliny Wisły w Warszawie. Koryto Wisły jest traktowane jako odrębna jednostka lub częściej jako jego część. Na obszarze tarasu zalewowego wyróżniane są wtedy dwie strefy fluwiodynamiczne:
- strefa korytowa,
- strefa łęgowa (łąkowa) – od krawędzi koryta do krawędzi tarasu nadzalewowego lub skarpy warszawskiej.

Powyżej rzecznego tarasu zalewowego (I) znajdują się inne tarasy Doliny Wisły
- tarasy nadzalewowe (II), czyli późnoplejstoceńskie[1][4][5][6][7] rzeczne tarasy zalewowe Wisły[6]
- zastoiskowy taras Kawęczyński[1][3] (Radzymiński[3][4][6], czasem oznacz. też jako IIe[1]) – pod[1][5][7] najwyższym tarasem nadzalewowym
- tarasy wydmowe, nadbudowujące tarasy nadzalewowe na niektórych obszarach (głównie na wschodzie[1]), tworzą je formy pochodzenia eolicznego, przede wszystkim wydmy[1][3][7] i będące śladami ich przemarszu[3] pokrywy[1][3] eoliczne. Dolina Wisły w Warszawie położona jest pomiędzy dwiema wysoczyznami morenowymi[1][6] - Równiną Warszawską (na lewym brzegu Wisły) i Wołomińską (na prawym)[1].

## Strefa korytowa

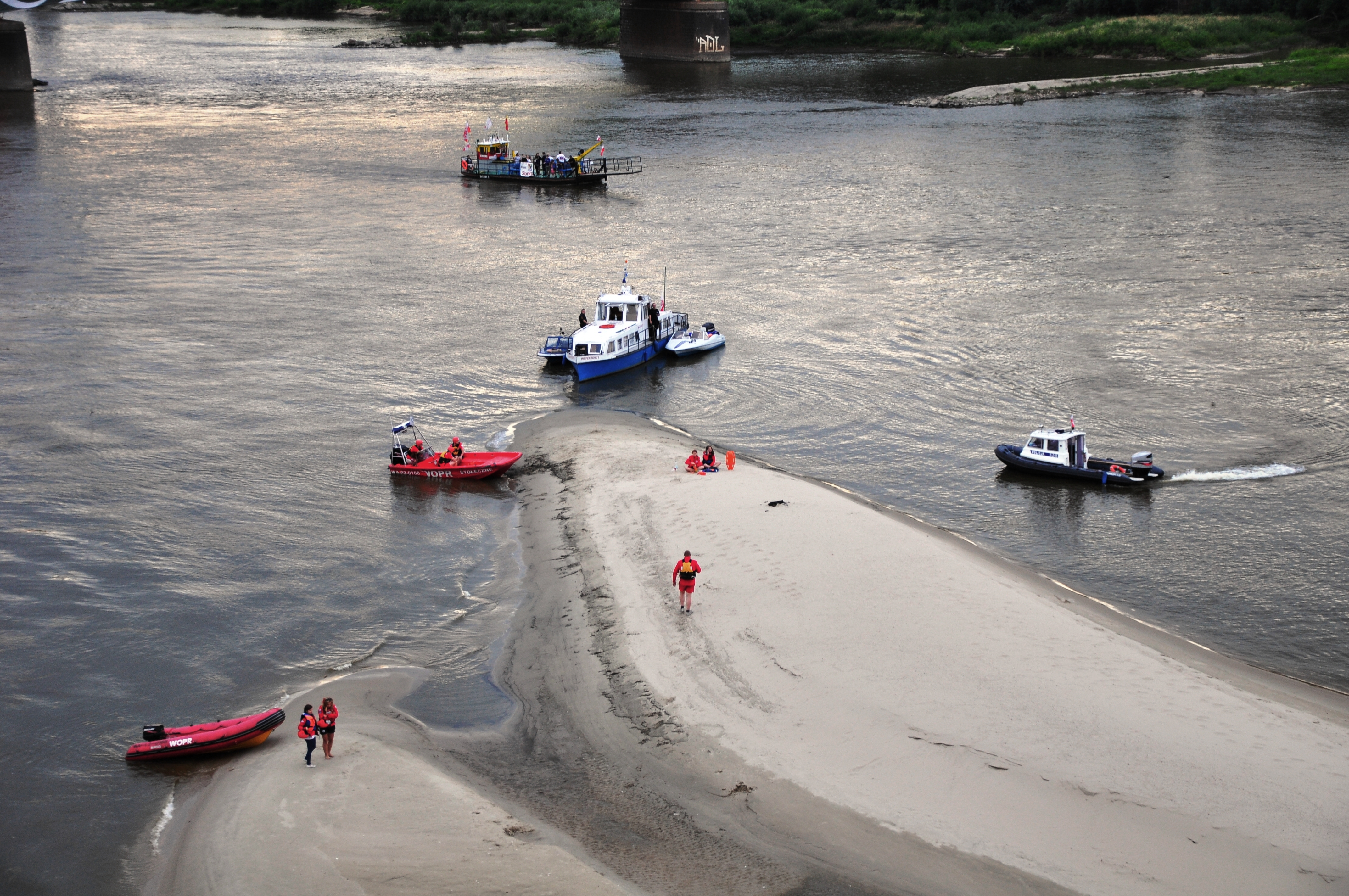
Przewał, dalej z prawej ostrogi.

Długość odcinka warszawskiego wynosi około 31 km (od km 497,2 do km 528,7).
Od połowy XIV wieku Wisła w Warszawie była naturalną rzeką roztokową. Zaczęło się to zmieniać z chwilą rozpoczęcia jej regulacji w 1885 roku. W północnym rejonie miasta na odcinku od Saskiej Kępy do Bielan występuje przewężenie koryta wielkich wód znane jako gorset warszawski. Powyżej niego znajduje się łuk Wisły znany jako łuk siekierkowski Wisły oraz niespotykane nad środkową i dolną Wisłą, około 7 km rozszerzenie tarasu zalewowego, częśc. .
Wśród form geomorfologicznych osadów rzecznych (aluwiów) strefy korytowej wyróżniają się m.in. kępy, duże odsypy (przewały i zaspy przykorytowe), obniżenia łach i dolinki przelewowe.
Wezbrania powodziowe mają pochodzenie roztopowe lub deszczowe.

## Strefa łęgowa (łąkowa)

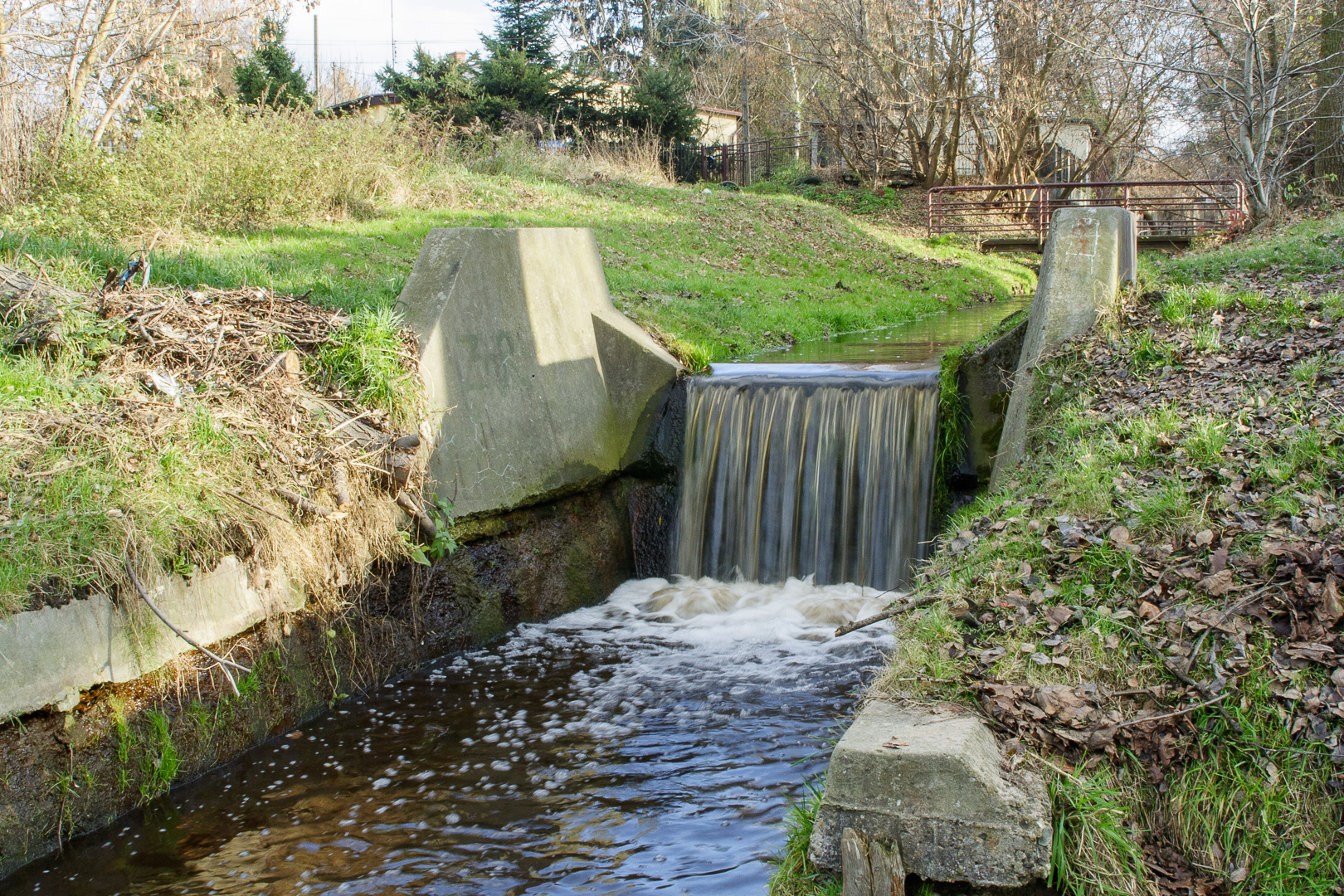
Kanał Wawerski – kaskada na Zakolu Wawerskim. Kanał pokonuje tutaj część różnicy wysokości pomiędzy tarasem nadzalewowym (Praskim, IIa) a zalewowym (I).

Listwy progów tarasu zalewowego rozpościerają się powyżej rzeki zarówno na prawym jak i lewym jej brzegu, poniżej położonego dalej tarasu nadzalewowego wyższego (Praskiego, IIa), tworzącego wyraźną około 3 m (2–4 m) krawędź (skarpę) rozdzielającą te tarasy. Na północy miasta na lewym brzegu Wisły wznosi się lokalnie bezpośrednio nad nim znacznie wyższa skarpa warszawska, będąca krawędzią erozyjną morenowej Równiny Warszawskiej.
Wyróżnia się tarasy zalewowe:
- niższy[1][7] (Ia[7]), przylega do koryta Wisły[1],
- wyższy[1][7] (Ib[7]).

Płaska powierzchnia tarasu zalewowego znajduje się 3-4,5 m powyżej zwierciadła wody Wisły przy stanach niskich. Taras zalewowy wyższy położony jest na wysokości 82,5 m n.p.m..
Zwierciadło wód gruntowych znajduje się na głębokości około 1,5 m, w obniżeniach płycej (zwłaszcza pod tarasem nadzalewowym Praskim IIa). Na przykład na Zakolu Wawerskim na głębokości 0,0-0,5 m, a okresowo powyżej powierzchni.
Taras zalewowy zbudowany jest z piasków rzecznych i mad.
Powstał on na początku holocenu (taras zalewowy wyższy). Od uformowania aż wybudowania wałów przeciwpowodziowych jego obszar był zalewany wodami powodziowymi, erodowany i nadbudowywany osadami powodziowymi oraz odsypami korytowymi. Obecnie tylko jego część położona w międzywalu znajduje się w zasięgu wód powodziowych, a strefa korytowa obejmuje koryto wielkiej wody w jego granicach.

### Szerokość
Na południu miasta taras zalewowy ma szerokość 3-4 km, częśc. , osiągając największą powierzchnię i szerokość ponad 7 km na linii Zakole Wawerskie-Sielce, częśc.  (w rejonie Siekierek na lewym i osiedla Las na prawym brzegu Wisłyczęśc. ). Dalej na północ jego szerokość spada do ok. 2 km, a następnie do 0,65-1 km w rejonie przyczółków geologicznych na obszarze omówionego już gorsetu warszawskiego, gdzie jest najmniejsza dla całej środkowej Wisły. Na wysokości Mostu Śląsko-Dąbrowskiego wynosi tylko 400 m.
Rozszerzenie tarasu na południu zostało uformowane przez Wisłę tworzącą wielkoskalowe meandry. W Wawrze pozostał z tego okresu łuk zakolowy Zakola Wawerskiego o promieniu 1 km z Olszynką Wawerską, częściowo chronione jako zespół przyrodniczo-krajobrazowy.

### Ślady działalności Wisły
Mikroformy będące śladami działalności Wisły mogą mieć charakter zagłębień lub wzniesień.
- Zagłębienia
  - dolinki smużne i przelewowe o głębokości 2-5 m[1][3] i długości nawet kilku km[3]
  - obniżenia podstokowe (pod skarpą tarasów nadzalewowych)[1][3]
  - łuki zakolowe starorzeczy (pod skarpą tarasów nadzalewowych)[1][3]
  - porzucone koryta[3]

Większość zagłębień jest sucha lub okresowo podmokła.
Zagłębienia wciąż wypełnione wodą:
- - łachy[3][7]
  - cieki, kanały i rowy wykorzystujące część zagłębień[3] (dolinek[1])
    - Wilanówka[1][3]
    - ciek odprowadzający wodę z Doliny Służewieckiej[1]
- Wzniesienia
  - zaspy brzegowe o wysokości do 5 m, wałowe[3]
  - wzniesienia przykorytowe[3]

Naturalne formy są niwelowane lub całkowicie zanikają na skutek braku wód powodziowych oraz działalności człowieka.

#### Zakola i łachy wiślane

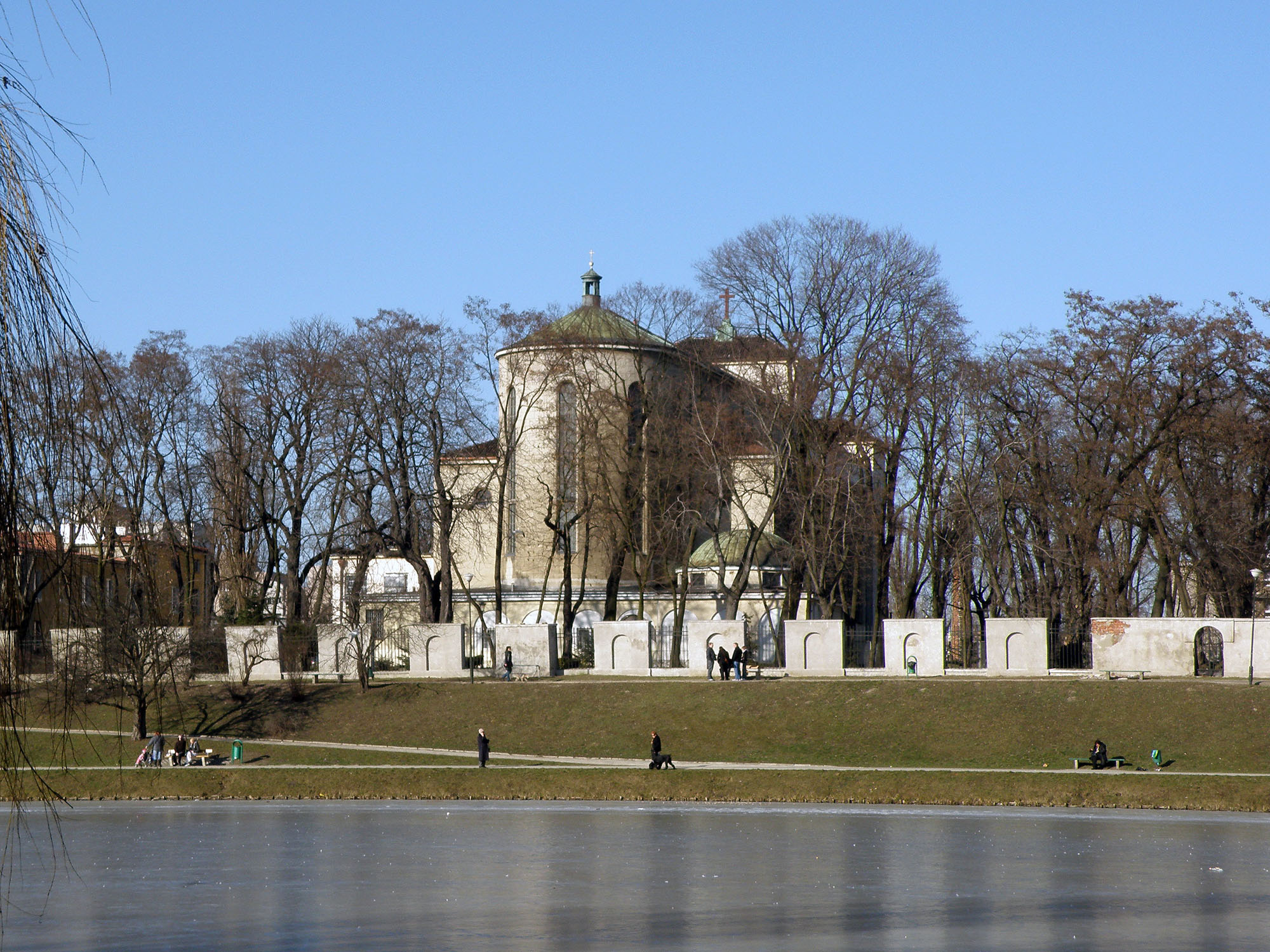
Starorzecze Jeziorko Kamionkowskie na tarasie zalewowym pod skarpą nadzalewowego, na skraju którego znajduje się Kościół na Kamionku.

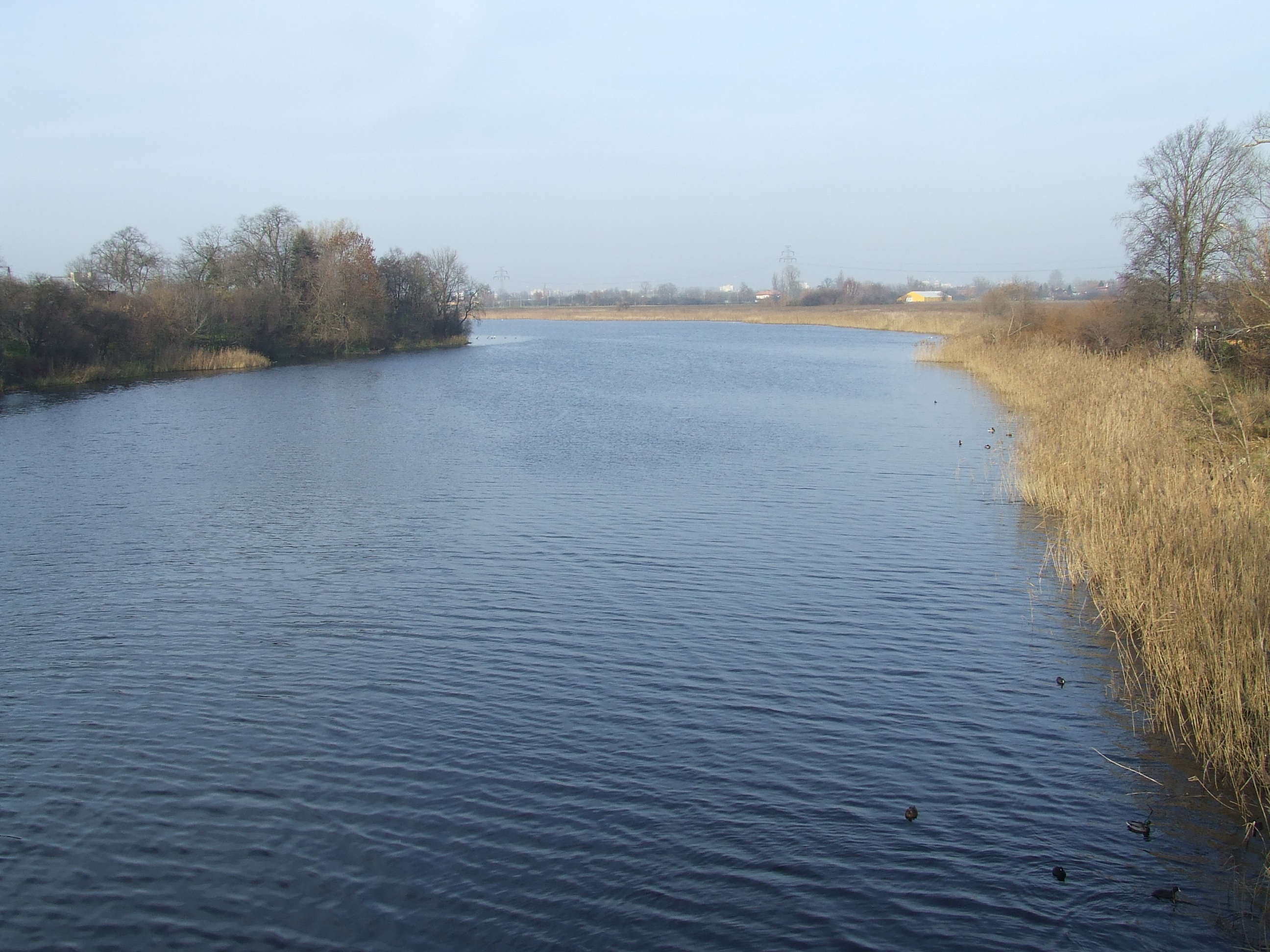
Jeziorko Czerniakowskie – starorzecze.

Łachy wiślane (starorzecza, łuki zakolowe starorzeczy) są pozostałością dawnych koryt rzecznych. Najliczniej występują w obniżeniach pod skarpą tarasu nadzalewowego Praskiego (IIa).
Na lewym brzegu Wisły są to np.:
- Jeziorko Czerniakowskie[1][3][4][6][7] – największy naturalny zbiornik w Warszawie[1].
- Jeziorko Wilanowskie[1][4][7] (łacha Wilanowska, staw Wilanowski[4])
- Jeziorko Powsinkowskie[1][4]
- Jeziorko pod Morgami[1][4]
- Jeziorko Lisowskie[1][4] (Lisy[4]). Jego południowo-zachodnia odnoga jest częścią Zakola Powsińskiego[4].
- Jeziorko (łacha) Struga[4]
- Jeziorko Torfowiska (Powsińskie)[4]
- Łacha Potocka (Żoliborz, Bielany)[1][4]
- Łacha Siekierkowska, zalądowana[1][4]. Pozostałość dawnego koryta Wilanówki[4][10]. Część autorów uważa, że przed rozpoczęciem pod koniec XIX wieku regulacji mającej roztokowy charakter Wisły nie była ona końcowym odcinkiem Wilanówki, ale lewą, mniej aktywną odnogą Wisły, do której uchodziła Wilanówka[11][a].
- zakole Wilanówki ("Stara Wisła") w rejonie Lisów[6]
o promieniu ok. 1 km[6].

Jeziorka Bielawskie (Górne i Dolne) położone tuż na południe od miasta oraz Jeziorko Lisowskie, Jeziorko pod Morgami, Jeziorko Powsinkowskie i Jeziorko Wilanowskie tworzą jeden ciąg o długości 12 km w rejonie Wilanowa. Tych 6 jeziorek powiązanych jest systemem rowów melioracyjnych, w tym Rowem Powsinkowym.
Na prawym np.:
- Jeziorko Kamionkowskie[1][4][7] (łacha Kamionkowska[4]), Praga Południe[1]
- Jeziorko Gocławskie[1][4] (Łacha Gocławska[4])
- Łacha Stara Wisła[1][4], Wawer
- Łacha Kuligowska, Wawer[1][4]
- Łacha Koło[4][6] (Łacha Las[4][8]) obecnie prawie wyschnięta[8], w rejonie ulicy Poprawnej[8] w osiedlu Las[6]
Długość promienia zakola, które dokumentuje, wynosi około 0,5 km[6] (350 m[6][8]). Znajduje się ono w okolicy znacznie większego Zakola Wawerskiego[12]. Łacha jest zaznaczona na mapie Warszawy Perthesa z 1779 roku[4].

Zalądowane zakola i łachy:
- Zakole Wawerskie[4][6] (prawy brzeg)
o promieniu ok. 1 km[6]
- Zakole Powsińskie o promieniu ok. 0,8 km[4]
- zakole w rejonie Powsina, wypełnione obecnie torfem[6] (lewy brzeg)
o promieniu ok. 0,5 km[6]

#### Dawne kępy i ostrowy

##### Powiśla
Powiśle jest to obszar powstały poprzez połączenie kęp i/lub ostrowów z brzegiem Wisły. Przykłady:
- część Powiśla położona na tarasie zalewowym[6].
- zachodnia część Saskiej Kępy. Powstała z ostrowów, zachowały się nawet stare dęby grądów[6].
- obszar na prawym brzegu pomiędzy Mostem Gdańskim a Elektrociepłownią Żerań. Powstał z kęp. W przeszłości ostoja ptactwa[6].
- obszar na prawym brzegu w rejonie Skrzypek. Powstał z dolnych pięter kęp. Ostoja faunistyczna[6].

##### Inne dawne kępy
Kępy tworzą też najwyższe partie strefy łęgowej tarasu zalewowego. Są to Kępa Solecka, Siekierki Duże, Augustówka, Kępa Zawadowska. Dawną kępą jest też Kępa Potocka.

## Tarasy zalewowe (I) na przestrzeni holocenu
Tarasy zalewowe (wyższy i niższy) powstały w okresie polodowcowym w wyniku zmian zasięgu Bałtyku stanowiącego bazę erozyjną dla Wisły, jak również zmian klimatu - ochłodzeń (erozja, czyli wcinanie się rzeki głębiej) i ociepleń (akumulacja osadów)
Najstarszym tarasem zalewowym był utworzony około 10000 lat temu (8000 p.n.e.) taras wawerski. W kolejnych cyklach ewolucyjnych Wisły pojawiały się w Warszawie w jego obrębie młodsze tarasy holoceńskie. Dotychczas nie znaleziono jednak ostańców erozyjnych ani tego najstarszego ani kolejnych, które mogły być formowane w okresie od 8000 do 5500 p.n.e. (8300-3400 p.n.e.). Znane są jedynie trzy późniejsze tarasy zalewowe holoceńskie - kopalne (subkopalne) Kiełpiński (Ic) i Czerski (Ib) oraz współczesny (Ia), którego osady położone są na powierzchni. Należy zwrócić uwagę, że symbolami Ia i Ib oznacza się czasem też tarasy zalewowe niższy i wyższy.
W poniższej tabeli zostały zestawione niektóre informacje na temat tych tarasów, część danych reprezentowana jest podwójnie, na podstawie różnych źródeł.
| Taras                     | Okres holocenu    | Przedział czasowy                          | Charakter koryta Wisły                           | Promienie zakoli     | Powodzie                       | Mady próchnicze |
| ------------------------- | ----------------- | ------------------------------------------ | ------------------------------------------------ | -------------------- | ------------------------------ | --------------- |
| wawerski (nie znaleziono) | preboreał         | 8000 p.n.e. 8300 p.n.e.                    | zakolowy                                         | ok. 0,8 km           |                                |                 |
| ?? (nie znaleziono)       | preboreał, boreał | do 5500 p.n.e. (2500 lat) do 3400 p.n.e.   |                                                  |                      |                                |                 |
| Kiełpiński (Ic)           | atlantyk          | głównie od 3400 do 3000 p.n.e.             |                                                  |                      | sporadyczne (3000-1500 p.n.e.) | tak (w stropie) |
| Czerski (Ib)              | subatlantyk       | od VII w. p.n.e. do poł. XIV w. (2000 lat) | zakolowy                                         | ok. 300 m ok. 0,5 km | sporadyczne                    | tak             |
| współczesny (Ia)          | subatlantyk       | od poł. XIV w. (ponad 600 lat)             | roztokowy do lat 80. XIX w., obecnie uregulowany | -                    | cykliczne (doroczne)           | nie             |

### Taras wawerski
W okresie polodowcowym jest to najstarszy i tworzący najszerszą dolinę zalewową taras w Warszawie.
Wisła wcięła się pod taras nadzalewowy tworząc ten taras prawdopodobnie około 10000 lat temu na początku okresu polodowcowego (postglacjalnego), czyli holocenu, na początku okresu preborealnego.
Wisła formując go tworzyła zakola (menadry) o promieniu około 0,8 km. To dawne wyerodowane pod tarasem nadzalewowym koryto rzeki współcześnie jest widoczne jako zakola Wawerskie (na prawym brzegu) i Powsińskie (na lewym brzegu). W obydwu zakolach występują starorzecza (łachy) Wisły, wypełnione osadami organogenicznymi (w warstwie przypowierzchniowej torfem). Według danych historycznych pozostałość po dawnym jeziorze (łacha Wawerska) na Zakolu Wawerskim była widoczna w XV wieku w Zastowie i Gocławiu i znana pod nazwą Czartoria (Czartoryja) za .

### Taras Kiełpiński (Ic)
Kopalny (subkopalny) zalewowy taras Kiełpiński (Ic) pochodzi z okresu atlantyckiego, prawdopodobnie głównie jego końca (3400-3000 p.n.e.). Jego ostańce erozyjne znaleziono jedynie w rejonie Kiełpina na północ od Warszawy oraz na Saskiej Kępie. Mady te znajdują się pod osadami tarasów współczesnego (Ia) i Czerskiego (Ib). W stropie tego tarasu występuje ok. 0,25 m warstwa próchnicza mad świadcząca o braku cyklicznych dorocznych powodzi w okresie 3000-1500 p.n.e..
Przypuszcza się, że większość łach wiślanych występujących pod krawędzią tarasu nadzalewowego niższego (IIa) jest pozostałościami koryta Wisły z tego okresu - na prawym brzegu Wisły Jeziorko Kamionkowskie, Łacha Gocławska oraz znajdujące się tuż na południe od Warszawy Jez. Łacha w Nowej Wsi, na lewym brzegu Jeziorko Czerniakowskie oraz tworzące ciąg jeziorka Wilanowskie, Powsinkowskie, Pod Morgami, Lisowskie oraz położone tuż na południe od miasta Bielawskie. Według Biernackiego Zakole Wawerskie jest pozostałością menadru formującego najstarszy taras zalewowy, jednak wcześniej ten sam autor pisał, że to koryta Wisły właśnie z tego okresu.
Z tego tarasu pochodzą kłody tzw. czarnych dębów wydobywane w przeszłości z Wisły w dużych ilościach. Dwa pnie znaleziono też Saskiej Kępie oraz w rejonie Augustówki. Te kopalne pnie są śladem powały lasów z końca okresu atlantyckiego. Na Saskiej Kępie znaleziono również czaszkę ludzką datowaną na ten sam okres.
Nazwa tarasu pochodzi od Jeziora Kiełpińskiego (łachy) w miejscowości Kiełpin, na obrzeżach którego w warstwie próchniczej mad tego tarasu stwierdzono stanowiska kultury pucharów lejkowatych (około 3000 p.n.e.).

### Taras Czerski (Ib)

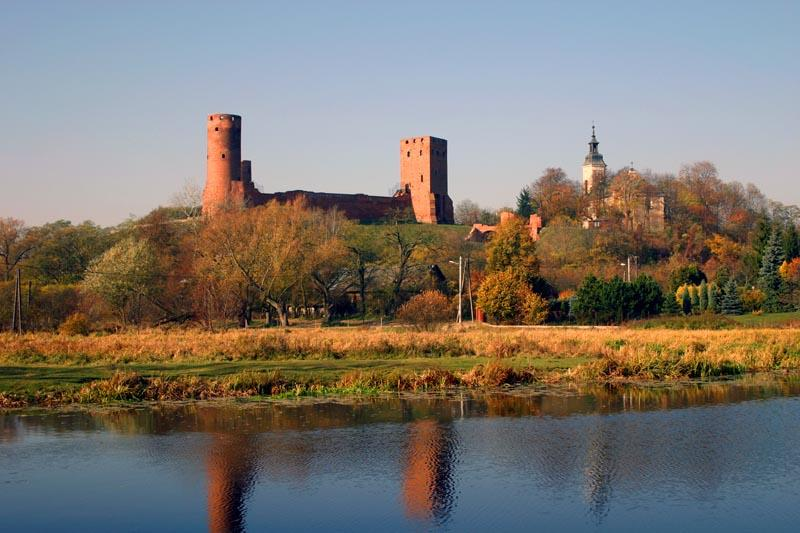
Zamek książąt mazowieckich w Czersku. Na pierwszym planie starorzecze wiślane Jezioro Czerskie.

Kopalny (subkopalny) taras Czerski (Ib) w Warszawie pojawił się w obrębie tarasu wawerskiego, obejmuje jednak obszar wzdłuż Wisły od Czerska aż do ujścia Narwi, czyli sięgający poza Warszawę i taras wawerski. Pochodzi on z okresu subatlantyckiego. Znajduje się 0,3-0,5 m pod warstwą osadów powodziowych (mad) współczesngo tarasu zalewowego (Ia). Buduje go wyraźna 0,2-0,3 m warstwa próchnicza mad. Mogła się uformować, ponieważ w okresie jej tworzenia się nie było cyklicznych corocznych wylewów Wisły, a tylko sporadyczne.
Wisła miała wtedy koryto zakolowe, nie roztokowe. Jego pozostałością są na przykład zakole z Łachą Koło (na prawym brzegu, subborealne) oraz zakole z rejonu Powsina (na lewym brzegu), o promieniach około 0,5 km.
W osadach tego tarasu znajduje się wiele stanowisk archeologicznych z okresu od VII w. p.n.e. do połowy XIV w. (ok. 2000 lat), niektórymi z Lasa (rejon Zakola Wawerskiego), Saskiej Kępy (Trasy Łazienkowskiej) i Czerniakowa w Warszawie. Znaleziska archeologiczne po raz pierwszy odkryto w okolicach zamku w Czersku znajdującym się na południe od Warszawy (ceramikę z XII-XIV w.) i od nazwy tej miejscowości pochodzi nazwa tarasu.

### Taras współczesny (Ia)
Opisy w sekcjach "Strefa korytowa" oraz "Strefa łęgowa (łąkowa)" dotyczą właśnie tarasu współczesnego.
Osady tarasu współczesnego (Ia, nowoborealnego, łąkowego) znajdują się najwyżej. Jest to 0,3-0,5 m warstwa mad pyłowych osadzanych przez wody powodziowe Wisły od połowy XIV wieku do końca XIX wieku czyli do czasu wybudowania wałów przeciwpowodziowych (przez około 600 lat). Z powodu corocznych cyklicznych powodzi nie uformowała się w niej warstwa próchnicza mad. Obecnie tylko część tarasu położona w międzywalu znajduje się w zasięgu wód powodziowych, a strefa korytowa obejmuje koryto wielkiej wody w jego granicach.
Od połowy XIV do początku XX wieku Wisła w Warszawie była rzeką roztokową, ponadto jej strefa korytowa przemieszczała się. W wyniku tego w większości uległy zniszczeniu wcześniejsze osady. Strefa przemieszczeń koryta Wisły w tym okresie nie objęła całej powierzchni doliny zalewowej.
Przed wybudowaniem wałów przeciwpowodziowych osady wylewów powodziowych w strefie łęgowej (łąkowej) tego tarasu przyśpieszyły zalądowanie łach wcześniejszych holoceńskich tarasów - łach Zakola Wawerskiego i Łachy Las położonej w jego rejonie oraz Zakola Powsińskiego na lewym brzegu Wisły.